# The Cherry Blossom And the Skyline Rising From the Street
The Cherry Blossom And the Skyline Rising From the Street är ett musikalbum av Rebecka Törnqvist, utgivet 2008 av Moule. Det placerade sig som högst på trettioförsta plats på den svenska albumlistan.

## Låtlista
Text och musik av Rebecka Törnqvist om inget annat anges.
1. Worth the Pain (Text: Rebecka Törnqvist – musik: Johan Lindström) – 2:34
2. While You Hesitate (Text: Rebecka Törnqvist – musik: Per "Texas" Johansson) – 3:46
3. Giving Up My World (Text: Rebecka Törnqvist – musik: Per "Texas" Johansson) – 2:56
4. One or Maybe Two – 3:22
5. No Bait – 4:13
6. Sweet Alouette (Text: Rebecka Törnqvist – musik: Johan Lindström) – 3:59
7. Bam bam – 2:57
8. If (Text: Rebecka Törnqvist – musik: Rebecka Törnqvist/Johan Lindström) – 3:25
9. Romantic Realism – 3:40
10. All This – 2:15
11. Blank Spaces (Rebecka Törnqvist/Per "Texas" Johansson) – 2:07

## Medverkande
- Rebecka Törnqvist – sång
- Peter Forss – bas, violin, erhu
- Niklas Gabrielsson – trummor, slagverk
- Per "Texas" Johansson – basklarinett, klarinett, saxofon, altflöjt, gitarr, trummor
- Nina Ramsby – sång (spår 5)
- The Choir
  - Sara Isaksson
  - Margareta Bengtson
  - AnnCathrine Högberg Wingren
  - Malin Widerström
  - Christina Welander Wikström
  - Catharina Hedrenius
  - Niklas Gabrielsson
  - Anders Karlsson
  - Peter Lindberg
  - Andreas Pejler
  - Johan Pejler
  - Gorm Sundberg

## Listplaceringar
| Lista (2008) | Topplacering |
| ------------ | ------------ |
| Sverige      | 31           |